# Sławój Kucharski
Sławój Kucharski (ur. 10 marca 1929 roku w Brześciu nad Bugiem, zm. 14 grudnia 2011 roku w Poznaniu) – polski profesor nauk farmaceutycznych.
10 lutego 1940 został deportowany wraz z rodziną na Syberię.
Był pracownikiem naukowym Akademii Medycznej im. Karola Marcinkowskiego w Poznaniu. Tytuł profesora uzyskał w 1990 r. Grodzieński Instytut Medyczny nadał mu tytuł doktora honoris causa.
W latach 80. należał do Zjednoczenia Patriotycznego „Grunwald”. W 1997 bez powodzenia kandydował do Senatu z ramienia Sojuszu Lewicy Demokratycznej.